# Глухий твердопіднебінний носовий
Глухий твердопіднебінний носовий — приголосний звук, що існує в деяких мовах. У Міжнародному фонетичному алфавіті записується як ⟨ɲ̊⟩ («ɲ» зі знаком глухості).